# DAY IN VACATION
「DAY IN VACATION」（デイ・イン・バケイション）は、渚のオールスターズ2枚目のシングル。1989年7月21日にCBS/SONY RECORDSから2枚目のシングルとして発売された。

## 解説
「Nagisa no Cassette VOL.3」と同日発売。
1989年7月26日放送フジテレビ系「夜のヒットスタジオDELUXE」に本作で出演した。
カップリング曲の「A THOUSAND STARS」は現在もアルバム未収録である。

## 収録曲
| #         | タイトル             | 作詞      | 作曲      | 編曲      | ボーカル                                       | 時間 |
| --------- | -------------------- | --------- | --------- | --------- | ---------------------------------------------- | ---- |
| 1.        | 「DAY IN VACATION」  | 亜蘭知子  | 織田哲郎  | 織田哲郎  | 前田亘輝 織田哲郎 栗林誠一郎 亜蘭知子 伊藤一義 | 3:52 |
| 2.        | 「A THOUSAND STARS」 | 前田亘輝  | 春畑道哉  | 明石昌夫  | 前田亘輝                                       | 5:39 |
| 合計時間: | 合計時間:            | 合計時間: | 合計時間: | 合計時間: | 合計時間:                                      | 9:31 |

## タイアップ
DAY IN VACATION
- カルビー ナツ★ナツ キャンペーン イメージ・ソング

## 収録アルバム
- Nagisa no Cassette VOL.3 (#1)
- 最新TVテーマ・CFソング・ベスト・ヒット! (CSCL-1019) (#1)
- TUBEst (#1)
- The Best of NAGISA NO ALLSTARS (#1)